# Jesús Tortosa Cabrera
Jesús Tortosa Cabrera (Madrid, 21 dicembre 1997) è un taekwondoka spagnolo.

## Palmarès
- Mondiali

Muju 2017: bronzo nei 58 kg.
- Europei

Baku 2014: bronzo nei 54 kg;
Montreux 2016: argento nei 54 kg;
Kazan 2018: argento nei 58 kg.
- Giochi europei

Baku 2015: argento nei 58 kg.